# Paradelphomyia chosenica
Paradelphomyia chosenica är en tvåvingeart som beskrevs av Alexander 1950. Paradelphomyia chosenica ingår i släktet Paradelphomyia och familjen småharkrankar. Inga underarter finns listade i Catalogue of Life.